# Ведьмина служба доставки (фильм)
«Ведьмина служба доставки» (яп. 魔女の宅急便 Мадзё но Таккю:бин) — фильм режиссёра Такаси Симидзу, снятый по книгам Эйко Кадоно. Вышел на экраны 1 марта 2014 года в Японии.

## Сюжет
Молодая ведьма по имени Кики улетает из дома, чтобы начать самостоятельную жизнь. Она поселяется в городе на берегу океана и открывает службу доставки. Её ждут знакомства с разными людьми,  познание себя и своих возможностей.

## В ролях
В таблице приведены роли и исполнители
| Актёр           | Роль                  |
| --------------- | --------------------- |
| Фука Косиба     | Кики                  |
| Рёхэй Хирота    | Томбо                 |
| Матико Оно      | Асона                 |
| Минако Котобуки | Дзи-дзи (озвучивание) |

## Релиз
Фильм вышел в Японии 1 марта 2014 года и стал третьим по сборам, собрав 128 млн иен (1,25 млн долларов США). В октябре фильм был показан на кинофестивале в Сиджесе в Каталонии.